# Brigitte Konjovic
Brigitte Konjovic  (née en 1960[réf. nécessaire]) est une Française d'origine yougoslave élue Miss Paris 1977, puis Miss France 1978, en remplacement de Pascale Taurua, Miss Nouvelle-Calédonie.  Elle participa à l'élection de Miss Univers 1978 à Acapulco au Mexique.

## Biographie
Brigitte Konjovic est née à Paris d'un père serbe et d'une mère française.  A l'âge de deux ans, elle suit sa famille paternelle et rejoint la vague d'immigration yougoslave pour la Californie.  Elle grandit à Beverly Hills, Los Angeles et revient en France à l'âge de 16 ans.  Elle est alors consécutivement élue Miss Deauville, Miss Paris, Miss Ile-de-France puis Miss France.[réf. souhaitée]

## Élection
L'élection de Miss France 1978 a eu lieu à Paris. Pascale Taurua, Miss Nouvelle-Calédonie, est élue Miss France mais préféra abandonner son titre au bout de quelques mois pour retourner sur son île plutôt que d’assumer son rôle de Miss France en métropole. 
Par conséquent, la couronne de Miss France 1978 revint à sa 1re dauphine, Brigitte Konjovic. Elle sera finaliste du concours Miss Univers en 1979 à Acapulco. Mais à cause d'ennuis de santé, elle a également dû être remplacée, peu de temps après, par la 2e dauphine Kelly Hoarau, Miss Réunion. Elle assura l'interim pendant quelques mois et fut finaliste à Miss International 1978.
A ce jour, Brigitte Konjovic, reste la porteuse du titre de Miss France 1978 dans le palmarès.

## Vie privée
Elle épousa Albert Raisner, musicien et animateur de télévision.  Ils eurent deux enfants, Richard et Remy.  Elle est de la famille du peintre serbe Milan Konjovic , de l'industriel Dimitrije Konjovic, du musicien Petar Konjovic et du joueur de basket-ball Djordje Konjovic.  La famille Konjovic est originaire de Sombor en Serbie.[réf. souhaitée]